# Frumușița
Frumușița est une commune du județ de Galați en Roumanie.